# Aegomorphus meleagris
Aegomorphus meleagris es una especie de escarabajo longicornio del género Aegomorphus,  subfamilia Lamiinae. Fue descrita científicamente por Bates en 1861.
Se distribuye por Bolivia, Brasil y Perú. Mide 11,66-13,78 milímetros de longitud.